# Alnwick (district)
Alnwick is een Engels district in het graafschap Northumberland, op 1 april 1974 ontstaan uit een bestuurlijke fusie van het kleine stadje Alnwick en buurgemeente Rothbury. Het is een van de dunstbevolkte districten in het Verenigd Koninkrijk.

## Geografie en demografie
De oppervlakte van het gebied bedraagt 1079,5 km² en het inwonertal was 31029. Van de bevolking is 19,6% ouder dan 65 jaar. De werkloosheid bedraagt 3,7% van de beroepsbevolking volgens de volkstelling 2001.

## Plaatsen in district Alnwick
- Alnwick
- Amble
- Rothbury